# Skupnost družin Sončnica
Skupnost družin Sončnica je neprofitno slovensko kulturno društvo iz Gorice, ki deluje na vrednotah družine, slovenstva ter krščanstva. Prvi zametki so iz leta 1994, ko je potekalo svetovno leto družine in so med prijateljskimi družinami z otroki to skušali udejaniti, zato so prvič organizirali dvodnevni dan družine. Sončnica kot skupnost družin je bila uradno ustanovljena 13. junija 1999.
Cilj društva je družbeno koristno delovanje na kulturnem, rekreacijskem, vzgojnem, izobraževalnem, informativnem in socialnem področju. Društveno delovanje je namenjeno slovenskim družinam in posameznikom iz goriške pokrajine in celotne Furlanjije Julijske krajine. V ta namen že vrsto let prireja predavanja o vzgojnih, verskih, socialnih in kulturnih vprašanjih, poletna središča, letovanja, izlete in druge oblike druženja, tudi v sodelovanju s sorodnimi združenji.
V sklopu društva delujeta tudi mladinska gledališka skupina O’Klapa in otroška gledališka skupina O’Klapica. Mladinska gledališka skupina O’Klapa je začela delovati jeseni 2010 (s priložnostno igrico za vsakoletno miklavževanje). Doslej je odigrala je že številne gledališke igre in je za svoje nastope tudi prejela pomembna odlikovanja. Prvi mentor skupine je bil Franko Žerjal.
Leta 2014 je Skupnost družin Sončnica prejela nagrado Sklada Dušana Černeta.